# Park Narodowy Cilento, Vallo di Diano i Alburni
Park Narodowy Cilento, Vallo di Diano i Alburni (wł. Parco Nazionale del Cilento, Vallo di Diano e Alburni) – park narodowy utworzony 6 grudnia 1991, znajdujący się na południu Włoch w regionie Kampania na terenie prowincji Salerno. Zajmuje powierzchnię około 1810,5 km² i jest tym samym drugim co do wielkości parkiem narodowym Włoch po Parku Narodowym Pollino. Symbolem parku jest roślina z gatunku Primula palinuri. Na jego terenie znajdują się pozostałości po starożytnych greckich miastach Paestu i Velia oraz klasztor Kartuzów w Padula, obiekty te wraz z terenami parku zostały w 1998 wpisane na listę światowego dziedzictwa UNESCO.

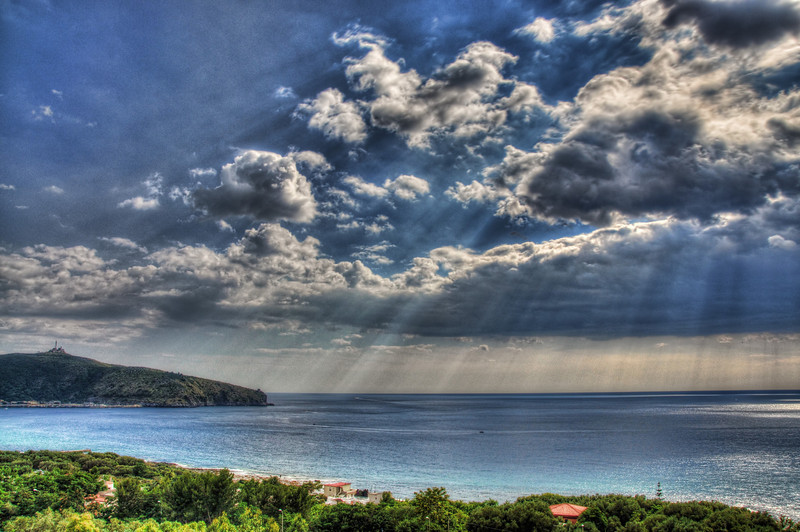
Widok na Capo Palinuro na terenach parku

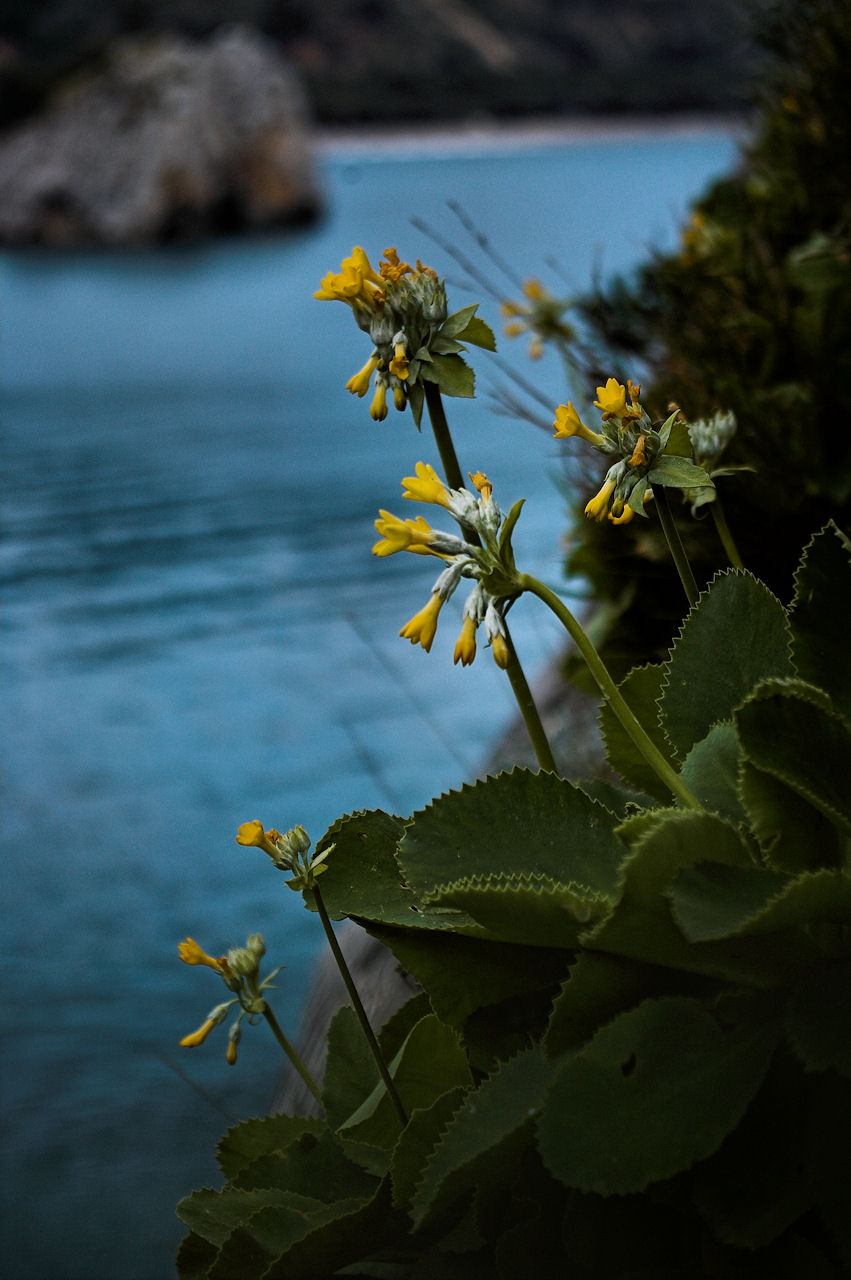
Primula palinuri

## Geografia
Park leży na obszarach 80 gmin, rozciąga się od wybrzeży Morza Tyrreńskiego aż do podnóży Apeninów ze szczytami takimi jak Mt. Centaurino (1433 m n.p.m.) oraz wieloma jaskiniami w tym Grotte di Castelcivita. Na terenie parku leżą między innymi takie miejscowości jak Piaggine, Felitto, Palinuro czy Pisciotta.

## Flora i fauna
W Parku znajduje się około 1800 różnych gatunków roślin, wśród których jedną z najbardziej znanych i charakterystycznych jest Primula palinuri będąca jego symbolem. Kwiat ten występuje na podłożu wapiennym do wysokości około 200 m n.p.m.
W lasach na terenie parku można natrafić na dęby, sosny alepskie, klony, lipy, wiązy, jesiony czy kasztany. Z pozostałych roślin można znaleźć takie jak szarańczyn strąkowy, jałowiec fenicki pankracjum nadmorskie, Limonium remotispiculum z rodzaju zatrwian czy Centaurea cineraria z rodzaju chaber.
W parku występuje wiele gatunków zwierząt, z ptaków warto wyróżnić takie jak: orzeł przedni, góropatwa skalna, jastrząb zwyczajny, sokół wędrowny, gadożer zwyczajny, raróg górski, wrończyk, dzięcioł czarny, kowalik zwyczajny, pluszcz zwyczajny czy gil.
Wśród lasów, traw i terenów podmokłych swoje schronienie ma wiele gatunków ssaków, gadów i płazów w tym m.in. żbik europejski, lis rudy, wydra, żołędnica europejska, nornica ruda, myszy (w tym mysz zaroślowa czy mysz leśna), jaszczurka murowa, jaszczurka zielona, ostajnica trójpalczasta, salamandra plamista czy salamandra okularowa.